# Wohngebiet Kaulsdorf-Nord

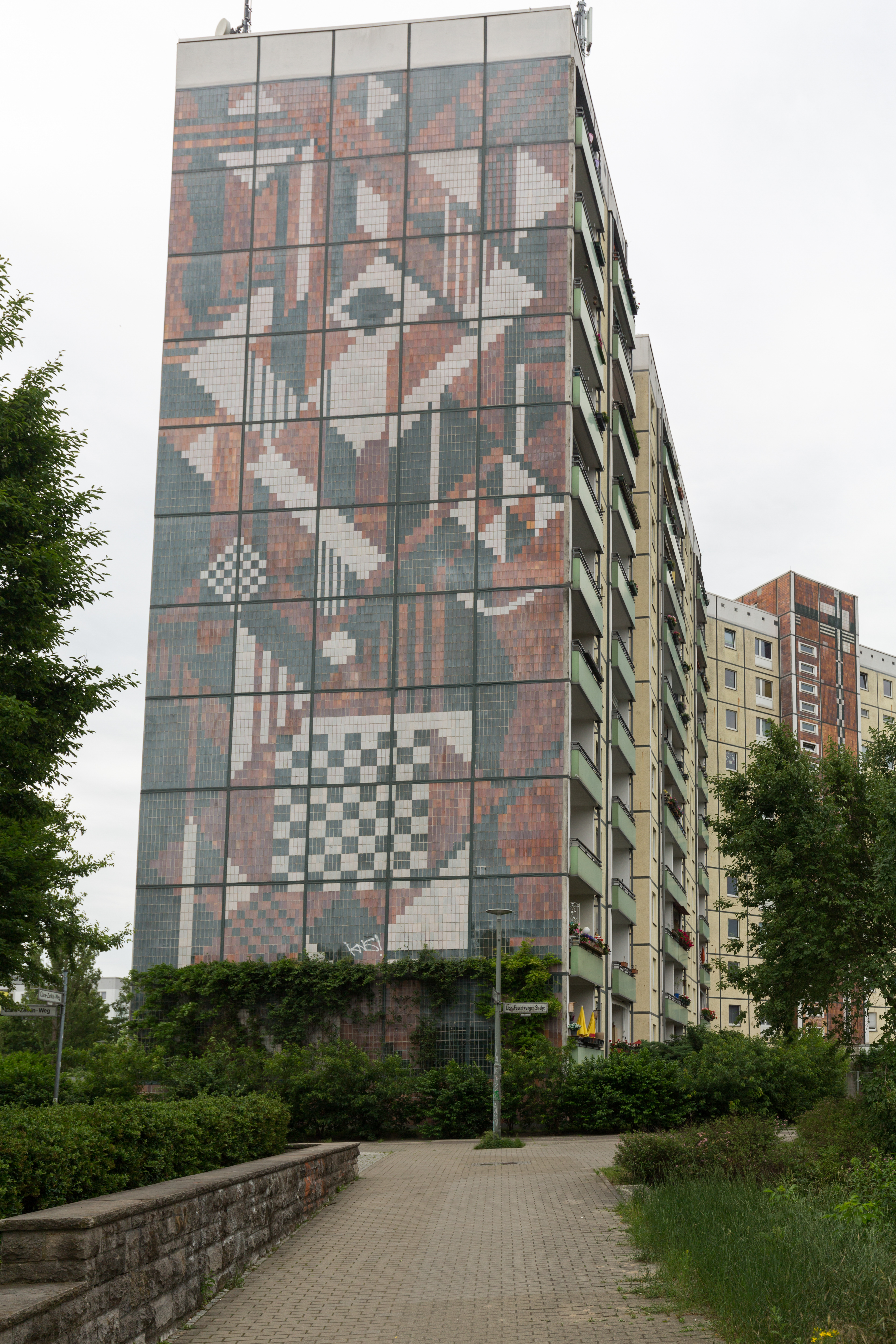
Blick auf das markante Wandbild am Clara-Zetkin-Platz

Das Wohngebiet Kaulsdorf-Nord ist eine DDR-Großwohnsiedlung im Berliner Ortsteil Hellersdorf des Bezirks Marzahn-Hellersdorf, die aus Kaulsdorf-Nord I & II besteht. Sie wurde zwischen Herbst 1979 und 7. Oktober 1986 gebaut. In der Nähe des Wohngebietes befinden sich das Unfallkrankenhaus Berlin auf dem Gelände des Wilhelm-Griesinger-Krankenhauses, das Gesundheitszentrum am UKB, die Arona Klinik für Altersmedizin und das Vivantes Klinikum Kaulsdorf.

## Geschichte

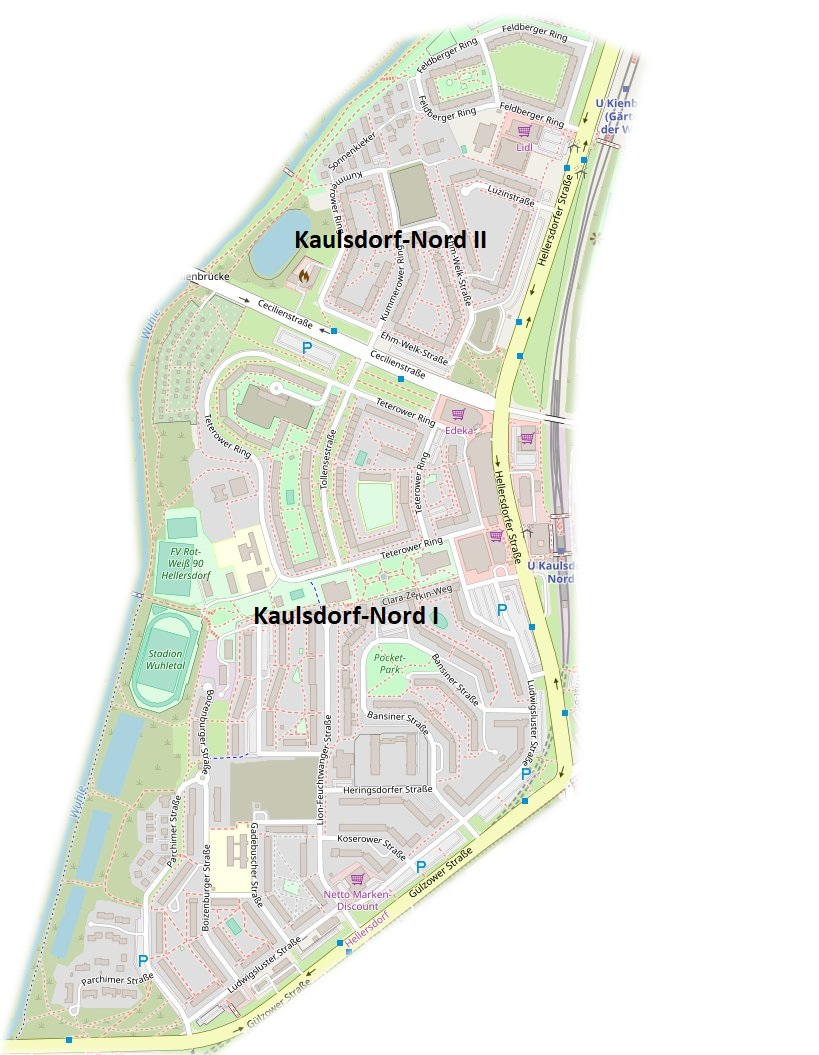
Wohngebiet Kaulsdorf-Nord I & II

### Kaulsdorf-Nord I
Auf dem 60,3 Hektar großen Areal, begrenzt von der Cecilienstraße im Norden, Hellersdorfer Straße im Osten, Gülzower Straße im Süden und der Wuhle im Westen, (⊙) begannen 1978 die städtebaulichen Planungen zuerst für das Wohngebiet Kaulsdorf-Nord I. Es sollten 5486 Drei- bis Fünfraumwohnungen entstehen. An den Planungen waren Peter Schweizer und Thorleif Neuer (Berlin), Ute Baumbach (Rostock), Iris Grund (Neubrandenburg), Traute Kadzioch (Schwerin) sowie weitere Stadtplaner, Architekten, Grüngestalter, Ingenieure und Technologen beteiligt.
Die Rostocker Bauleute bevorzugten für ihre Außenwände weißen und porphyrroten Splitt sowie eine Beschichtung mit roten Spaltklinkern. Die elfgeschossigen Häuserblöcke haben terrassenförmig abgestufte Südgiebelwände. Die Neubrandenburger Plattenbauten sind durch rotbraune Spaltkeramikplatten und andere Elemente erkennbar; die Schweriner Bauleute blieben bei den bezirkstypischen Fassaden.
Die Bauarbeiten begannen im Herbst 1979 mit der Primärerschließung und ab Januar 1980 mit der inneren Erschließung. Die ersten Wohnungen wurden am 10. April 1981 übergeben. Ein Jahr später waren 1995 und im Jahr 1983 1387 Wohnungen bezugsfertig. Die 1577 Wohnungen in den Neubrandenburger Häuserblöcken wurden am 28. April 1983 übergeben. Am 31. Dezember 1984 war das Wohngebiet mit 5436 Wohnungen fertiggestellt. Das Wohngebiet bekam gesellschaftliche Einrichtungen sowie sechs Kinderkrippen, elf Kindergärten, sechs Schulen, drei Kaufhallen, fünf Gaststätten und Dienstleistungseinrichtungen.

### Kaulsdorf-Nord II
Das Wohngebiet Kaulsdorf-Nord II wurde auf dem 20,3 Hektar großen Areal, begrenzt von der Cecilienstraße im Süden, Hellersdorfer Straße im Osten, Feldberger Ring im Norden und der Wuhle im Westen (⊙) gebaut. Ende 1982 begann man mit den städtebaulichen Planungen. Es sollten nach den Plänen von Dieter Schulze (Berlin) und Iris Grund (Neubrandenburg) weitere 2050 Wohnungen entstehen. Die fünf- und sechsgeschossigen Häuserblöcke sollten Drei- und Vierraumwohnungen enthalten. Die Bauleute orientierten sich an den Planungen des ersten Wohngebietes. Im November 1983 begann man mit der Primärschließung, die innere Erschließung folgte im Mai 1984. 53 Wohnungen waren schon im Dezember 1984 fertig und im darauf folgenden Jahr wurden 1219 Wohnungen fertiggestellt. Am 7. Oktober 1986, dem Tag der Republik, war das Wohngebiet Kaulsdorf-Nord II mit allen 2050 Wohnungen und dazugehörigen gesellschaftlichen Einrichtungen komplett fertiggestellt. Nur die Gaststätte Zum Feldrain mit 320 Plätzen wurde erst am 27. Februar 1988 den Hellersdorfern übergeben.
Das beiden Wohngebiete bestehen aus 224.580 Fertigteilen, die aus Rostock, Schwerin und Neubrandenburg kamen. Zwischen 1980 und 1986 entstanden 7486 Wohnungen, davon bauten die Rostocker 1603, die Neubrandenburger 3807 und die Schweriner 1505.

Kaulsdorf-Nord I
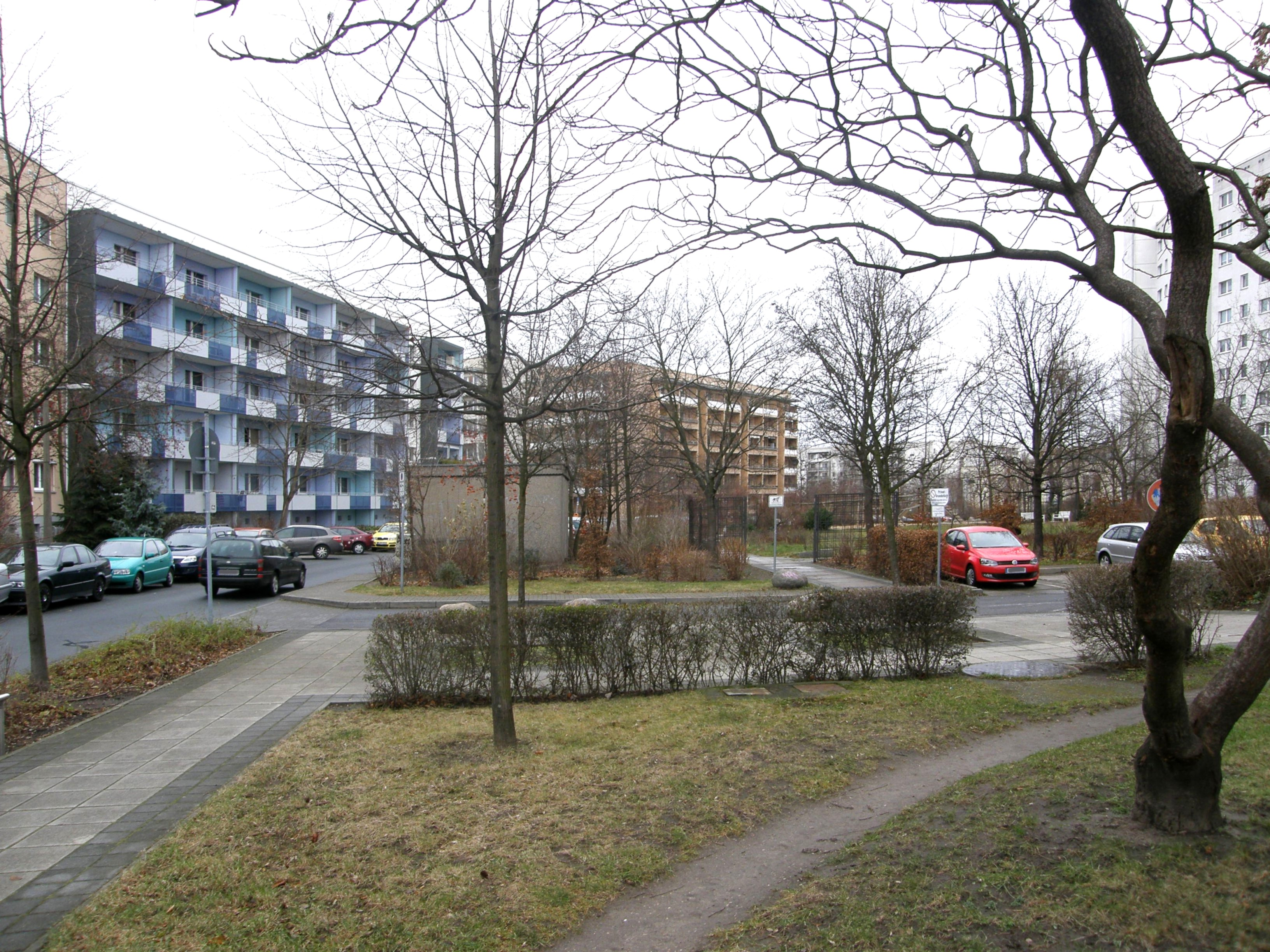
Teterower Ring
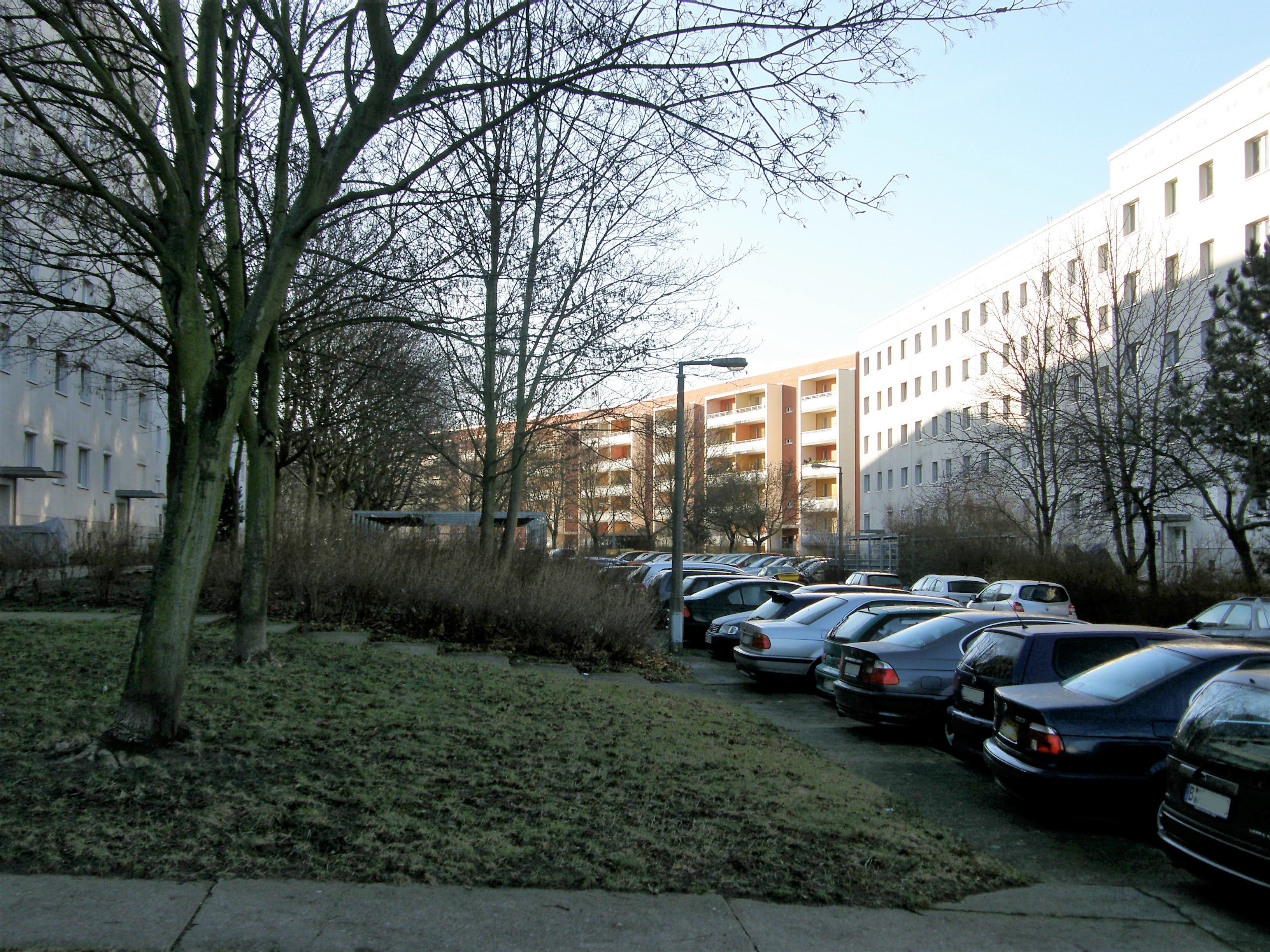
Tollensestraße
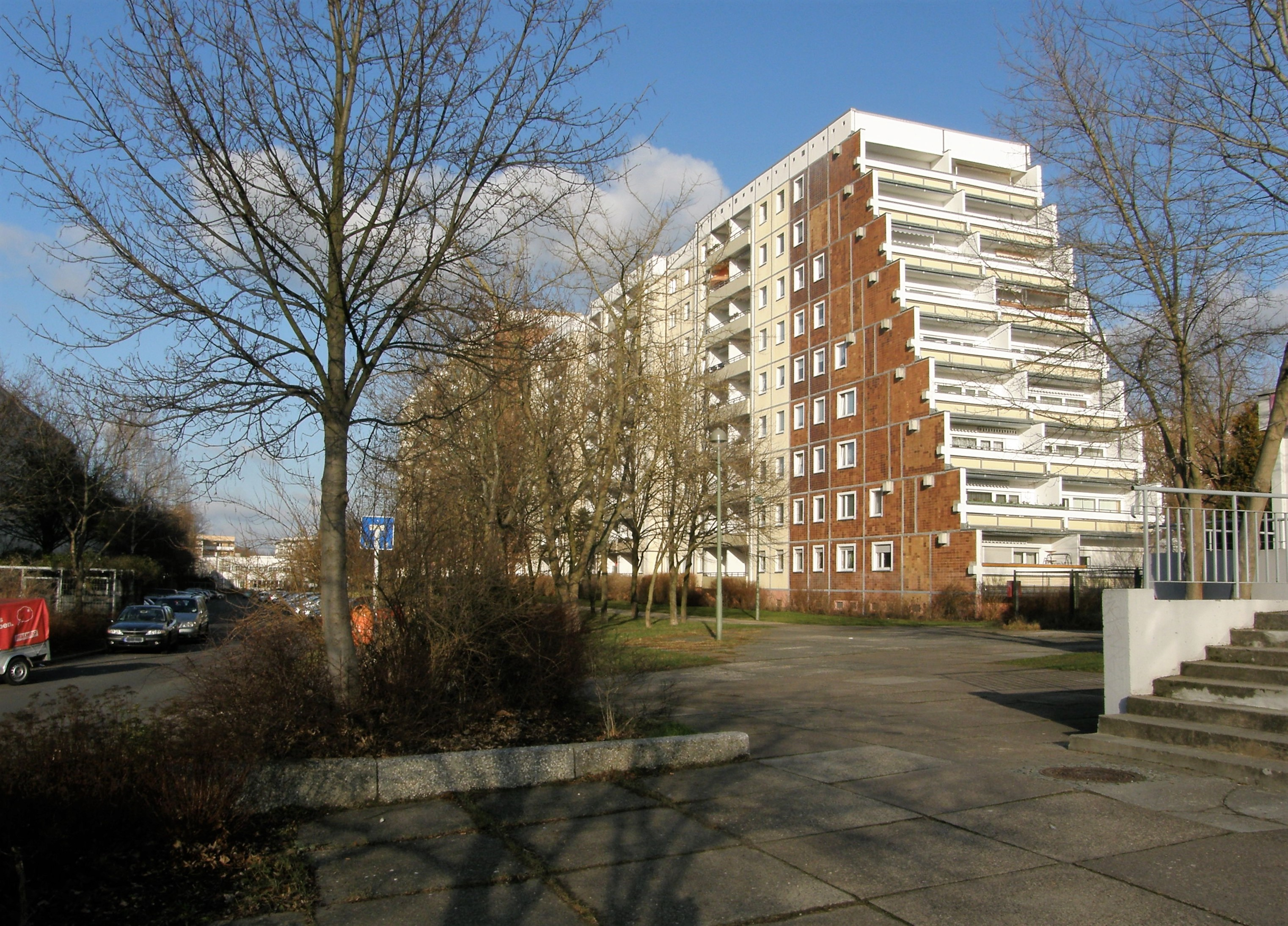
Lion-Feuchtwanger-Straße
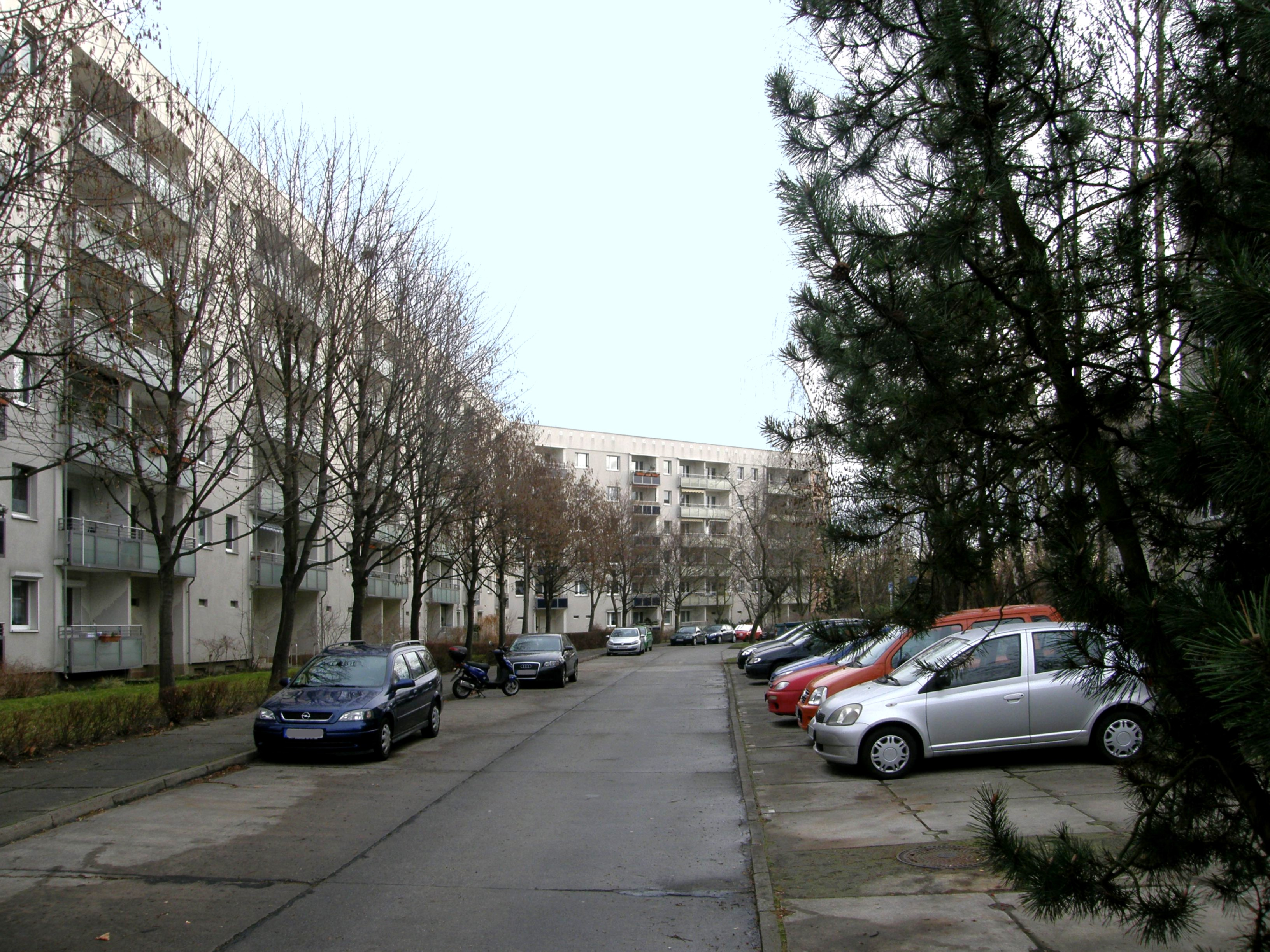
Koserower Straße

Kaulsdorf-Nord II
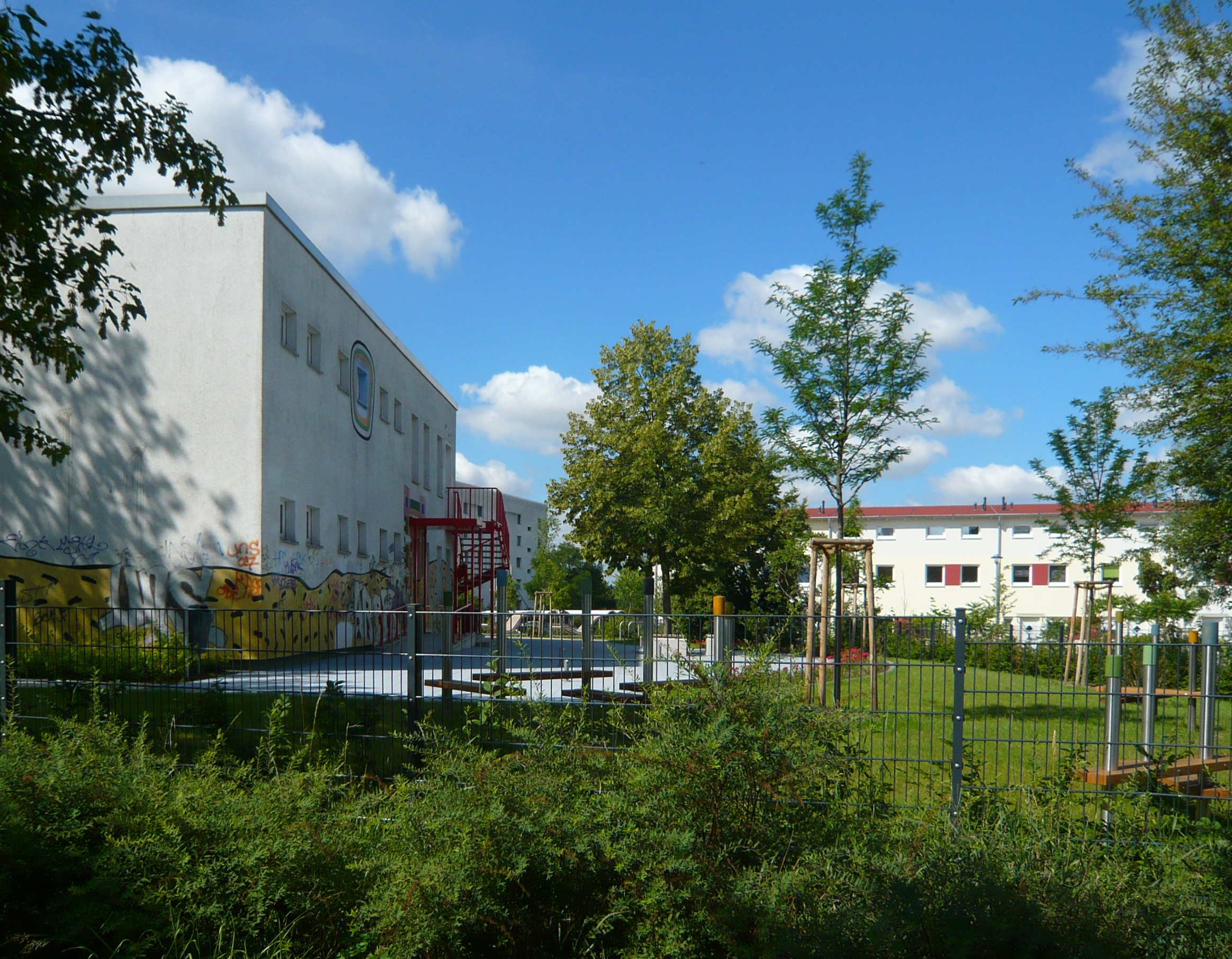
Kummerower Ring Jugendkunstschule
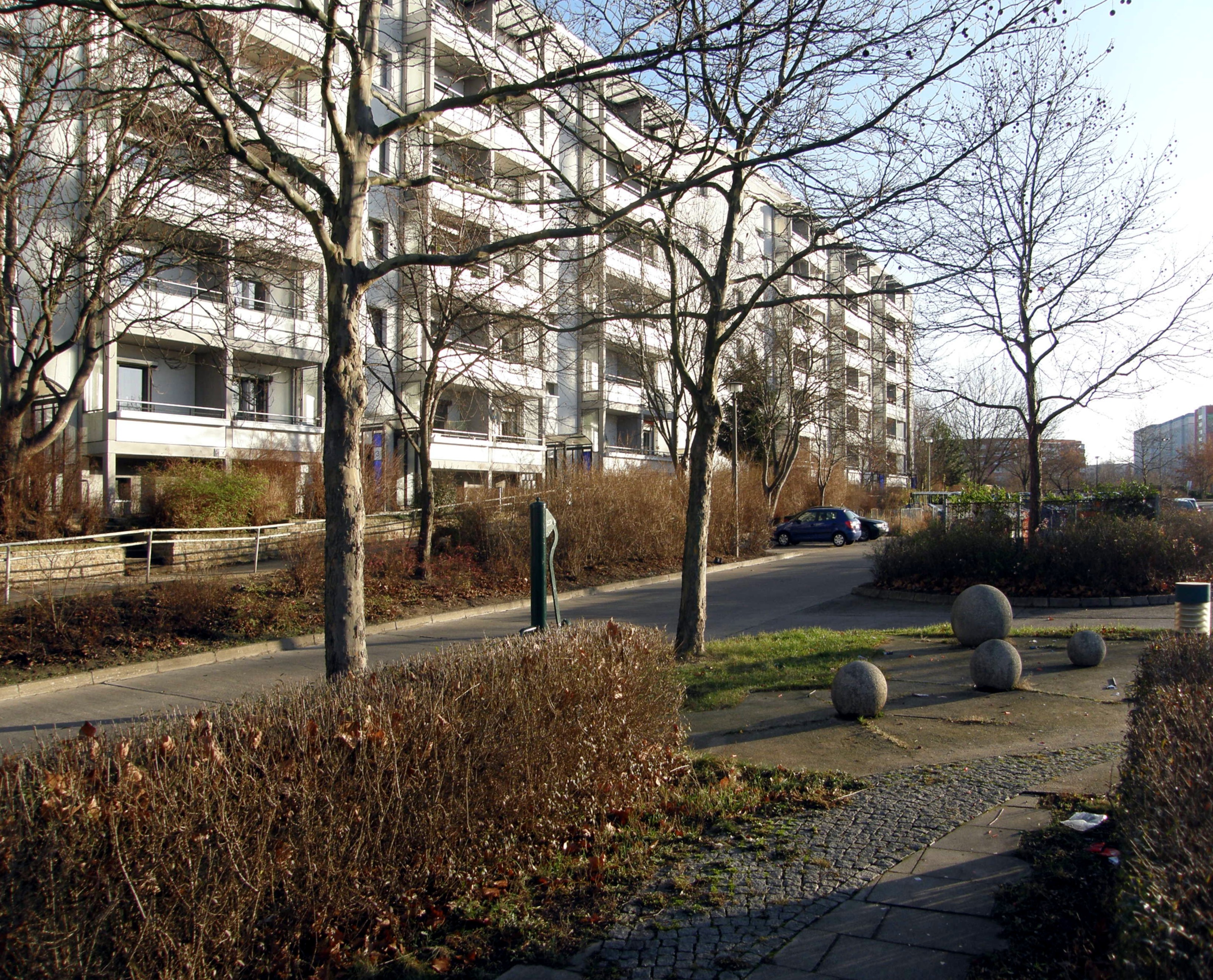
Ehm-Welk-Straße
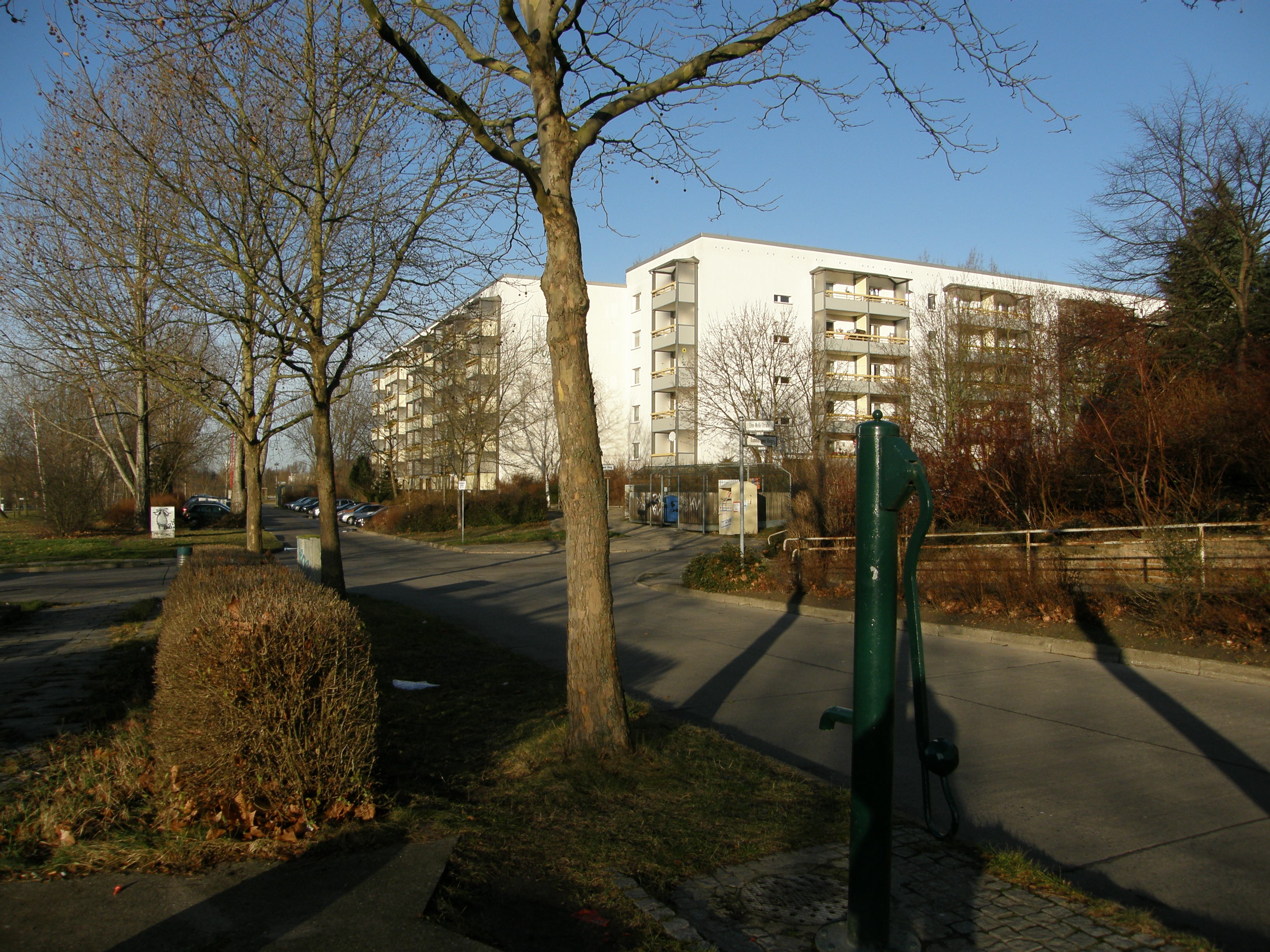
Ehm-Welk-Straße
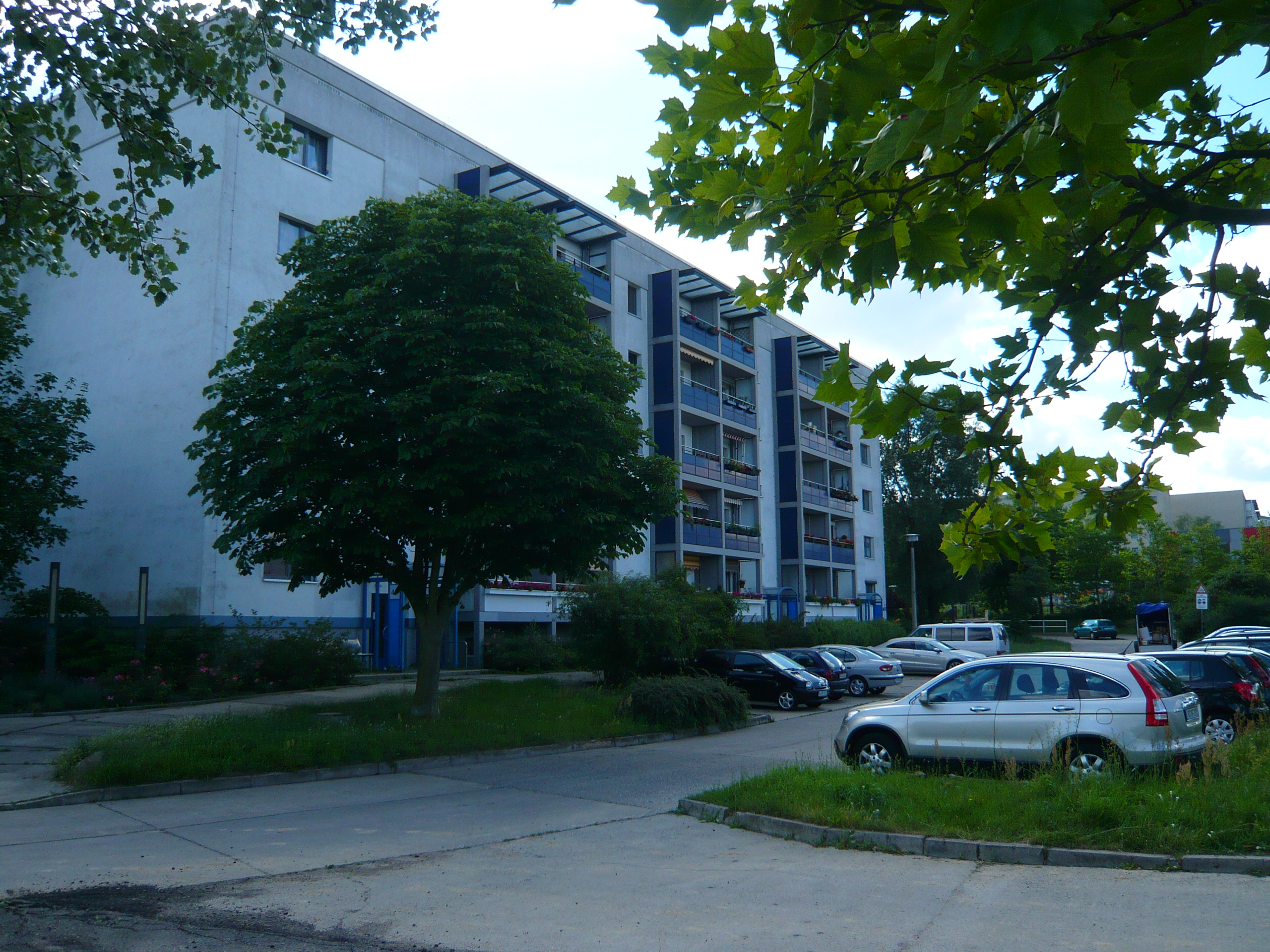
Feldberger Ring

## Einrichtungen

### Kiezsporthalle Feldberger Ring

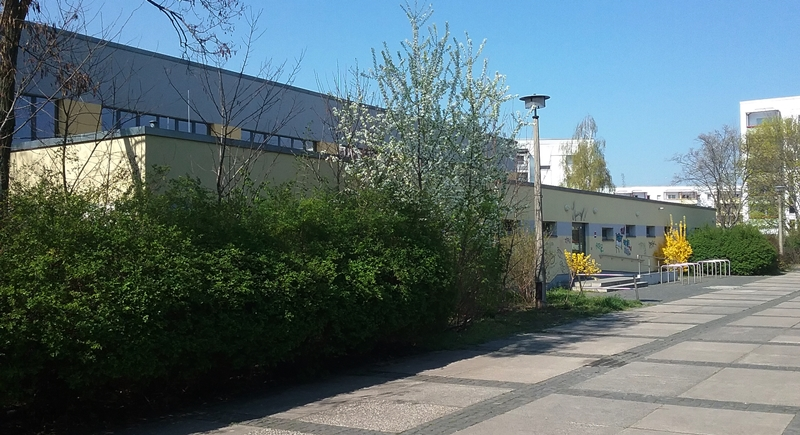
Kiezsporthalle Feldberger Ring 17

Die eingeschossige Plattenbauturnhalle aus dem Jahr 1986 hat die Adresse Feldberger Ring 17 (⊙), besteht aus einem Hauptsaal, einem angebauten Gymnastikraum am Giebel und einem Sozialtrakt. Sie hat eine Nutzfläche von 1325 m². Nach dem Abriss der Schule plante man im Jahr 2010, die ehemalige Schulsporthalle als Kiezsporthalle in den Jahren 2011 und 2012 umzubauen. Die Sanitäranlagen waren in die Jahre gekommen, es waren auch keine getrennten Wasch- und Umkleidemöglichkeiten für Trainer vorhanden und der Zugang der Halle war für Sportler und Zuschauer nicht behindertengerecht.
Die Fassaden sind mit einem Wärmedämmverbundsystem gedämmt, die Wärmedämmung auf dem Dach wurde verstärkt. Die Sporthallenstahlfenster wurden durch Stahl-Glas-Konstruktionen ersetzt und die Sozialtraktseite bekam neue Holzfenster. Alle Räume erhielten neue Türen. Die alte Akustikdecke wurde durch eine abgehängte Decke mit integrierter Beleuchtung und eingepassten ballwurfsicheren Heizplatten ersetzt. Das alte Parkett wurde durch einen flächenelastischen Sportboden ersetzt. Die Halle erhielt eine umlaufende Prallwand aus Holzpaneelen. Die Umkleideräume wurden neu gegliedert und es wurden neue Sanitäranlagen installiert. Für die behinderten Sportler ist jetzt ein Waschtrakt mit den beiden dazugehörigen Umkleideräumen nutzbar. Der Eingang zur Kiezsporthalle wurde mit einer Rampe für Rollstuhlfahrer ausgestattet. Nach dem Umbauarbeiten wurde die neue Kiezsporthalle mit einem Volleyballturnier am 20. März 2013 offiziell eingeweiht. Die Umbauarbeiten wurden im Rahmen des Stadtumbaus Ost getätigt, die Gesamtkosten betrugen 1,59 Millionen Euro, davon kamen 1,52 Millionen aus dem Programm Stadtumbau Ost inklusive Mittel der EU (EFRE). Bauherr war das Bezirksamt Marzahn-Hellersdorf. Die Halle wird vom Hellersdorfer Athletik-Club Berlin e. V. (ACB) betrieben.

### Jugendkunstschule derArt

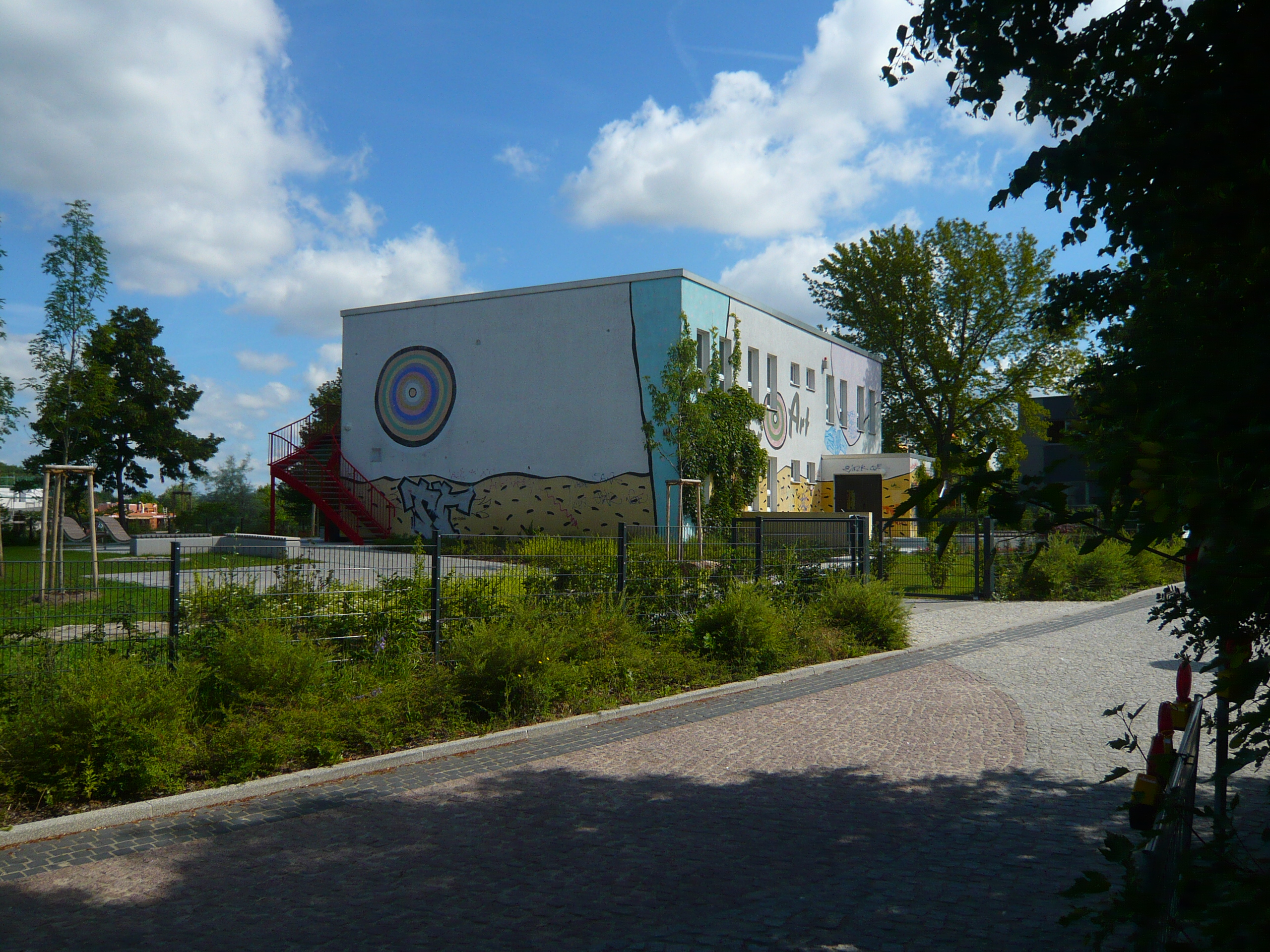
Jugendkunstschule, Zustand 2011

Im Jahr 1986 gründete das Bezirksamt eine Jugendkunstschule mit der Adresse Kummerower Ring 44 (⊙).
Nach der Wende und der Neuordnung der Bezirke im Jahr 2001 erhielt das Haus zunächst den Namen „Sonnenkieker“ (siehe Bild aus dem Jahr 2011), nach Übernahme durch den eigens gegründeten gemeinnützigen Verein „derArt gGmbH“ trägt sie dessen Namen. Die Vereinsleitung kooperiert eng mit dem Kulturamt des Bezirks Marzahn-Hellersdorf.
Sie bietet Kindern und Jugendlichen ab vier Jahren viele Möglichkeiten, sich in bildender Kunst, Musik und Tanz, Theater und Literatur auszuprobieren. Zum Gebäude gehören ein Garten und ein kleiner Vorgarten. Zwischen den Jahren 2008 und 2010 wurden am Gebäude im Rahmen des Stadtumbaus Ost Sanierungsmaßnahmen durchgeführt. Die Brandschutzeinrichtungen des Gebäudes wurden vervollständigt, die Sanitäreinrichtungen modernisiert, behindertengerechte Zugänge zum Haus und zu den Sanitäranlagen eingerichtet sowie zwei Behindertenparkplätze gebaut. Nach Abschluss der Arbeiten im Jahr 2010 wurde auch die Freifläche rund um die Kunstschule hergerichtet: Die Zuwege wurden entsiegelt und an die Geländehöhen der neuen Anliegerstraße Kummerower Ring angepasst. Das Haus erhielt für Veranstaltungen sowie für die Kursgestaltung im Freien eine große Terrasse. Die Spiel- und Aufenthaltsbereiche sind mit Tischtennisplatte, Balancierbalken, Sonnenliegen und einer Sitzmauer ausgestattet. Neue Bäume, eine neue Hecke und als Umrandung eine Rosenpflanzung ergänzen die Umgebung des Hauses. Die Gesamtkosten, gedeckt aus dem Programm Stadtumbau Ost, betrugen 325.000 Euro inklusive Mittel der EU (EFRE). Bauherr war das Bezirksamt Marzahn-Hellersdorf.

### Stadtteilzentrum Kompass

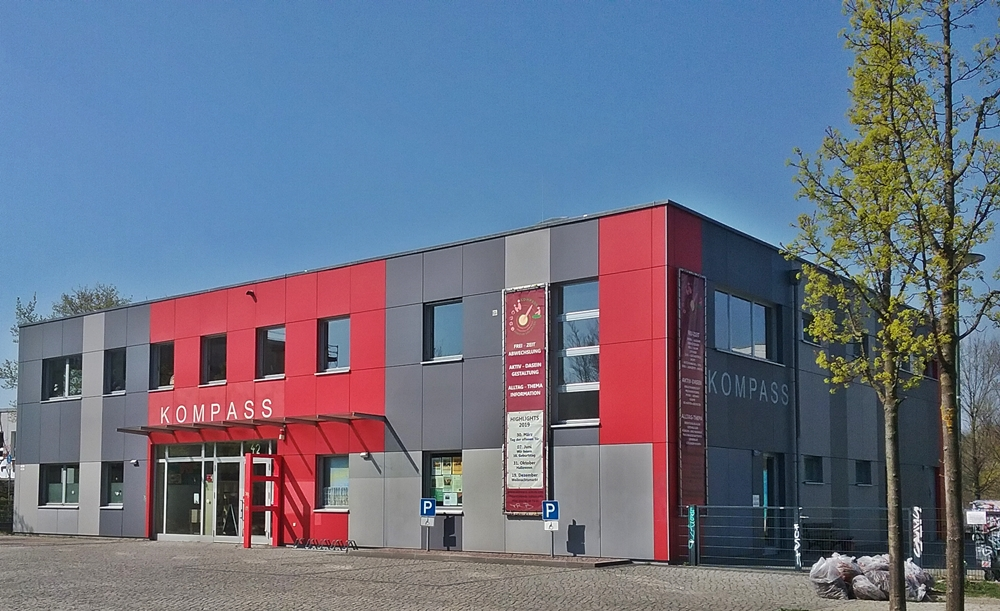
Stadtteilzentrum Kompass, Zustand 2019

Im Jahr 2008 entstand mit der Adresse Kummerower Ring 42 (⊙) das Stadtteilzentrum Kompass, das am 10. Januar 2009 eröffnet wurde. Ende des Jahres 2009 war auch der dazugehörige Garten fertiggestellt. Die Gesamtkosten betrugen 1,75 Millionen Euro, davon 1,5 Millionen aus dem Programm Stadtumbau Ost, einschließlich Mittel der EU (EFRE). Bauherr war das Bezirksamt Marzahn-Hellersdorf. Es ist ein barrierefrei errichteter Neubau, der viele Angebote für alle Generationen vereint und vom Träger des Vereins FIPP e .V. betrieben wird. Dieser Verein kümmert sich um die Bedürfnisse der Kinder und Jugendlichen zwischen 5 und 17 Jahren. Die Vereine Klub 74 Nachbarschaftszentrum Hellersdorf e. V. und FIPP e. V. arbeiten seit vielen Jahren eng zusammen.
Das Haus hat im Foyer ein Nachbarschaftscafé mit Internetanschluss, nebenan einen Toberaum; der 100 m² große Veranstaltungsraum ist für Lesungen, Vorträge und kleine Konzerte geeignet. Im Obergeschoss befinden sich ein Atelier, eine Lehrküche, die Speisen für das Café zubereitet und es ist Platz für Beratungsangebote des Klubs 74 und für die Hausaufgabenhilfe. Es gibt außerdem einen Bewegungsraum, einen Sportraum und ein Studio für Theater, Musik und Tanz. Für Jugendgruppen werden Übernachtungen angeboten. Die Angebote im Haus werden ehrenamtlich organisiert.

### Berufsfeuerwehr Hellersdorf

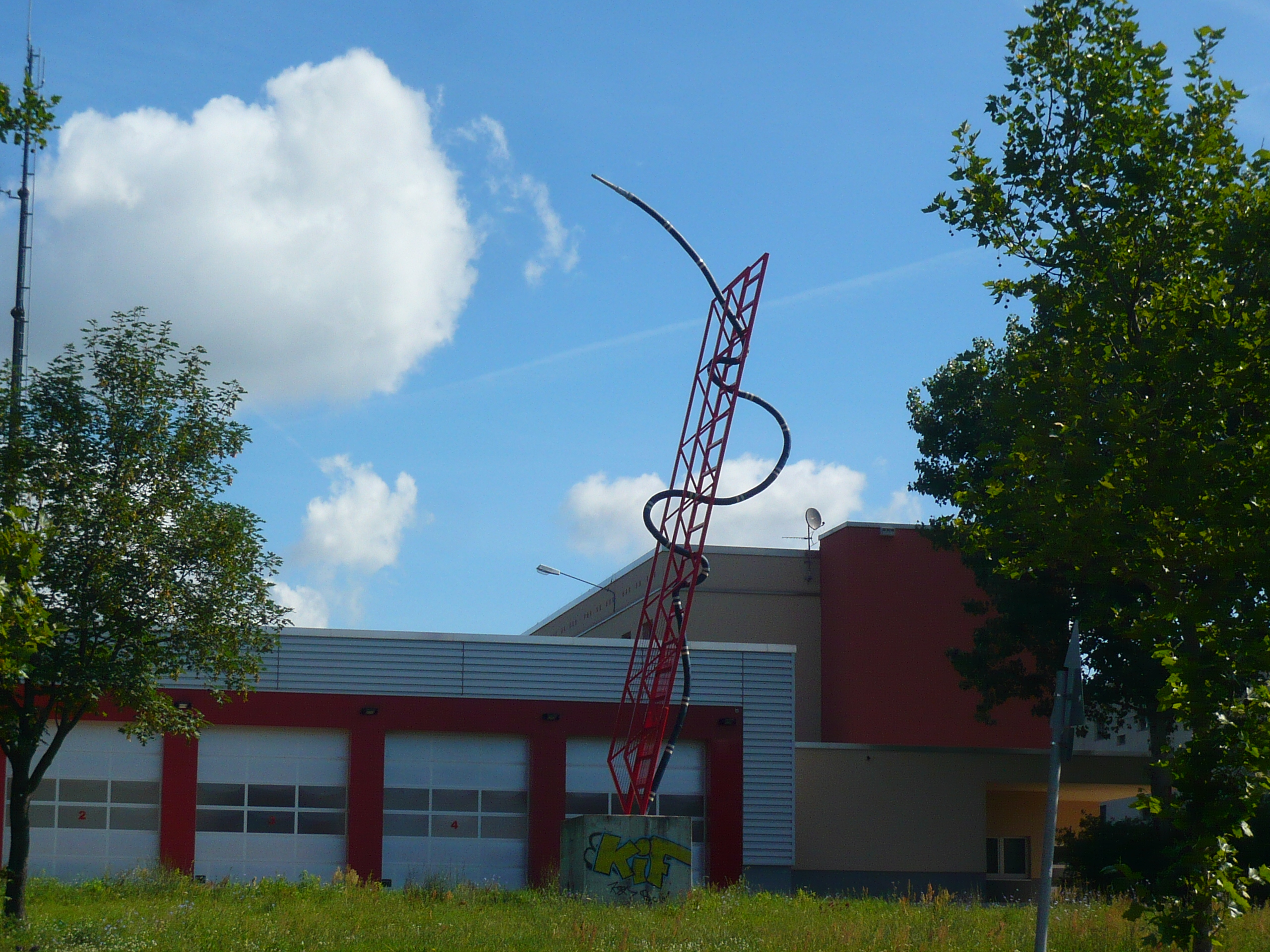
Berufsfeuerwehr Hellersdorf

Der Standort an der Hellersdorfer Straße war für die Freiwillige Feuerwehr und die Berufsfeuerwehr zu klein. Deshalb suchte man für die Berufsfeuerwehr einen geeigneten Standort und fand an der West-Ost-Achse B 1 ein geeignetes Grundstück, aber im Rahmen der Neustrukturierung für Berlin wollte man weg von den großen Feuerwachen und hin zu vielen kleinen Standorten. Im Juni 2000 wurde das ehemalige Gebäude des Polizeiabschnittes 71 Kummerower Ring 80 (⊙) als neuer Standort vorgeschlagen. Dafür wurde im Jahr 2001 ein geändertes Bedarfsprogramm eingereicht. Im April 2004 wurde die Baugenehmigung mit veranschlagten Kosten von 4,5 Millionen Euro beantragt, eine Prüfung des Bundesrechnungshofes ergab, dass die Kosten gesenkt werden müssen; daraufhin betrugen sie 3,5 Millionen Euro. Auf den neuen Bauantrag gab es eine Teilgenehmigung für den Abriss. Am 22. August 2005 begann man mit dem Bau des neuen Gebäudes und am 18. November 2005 wurde das Richtfest gefeiert. An der Veranstaltung nahmen der Landesbranddirektor Albrecht Broemme und der Bezirksbürgermeister von Marzahn-Hellersdorf, Uwe Klett, teil. Im März 2006 gab es das erste Insolvenzverfahren im Bereich Tiefbau. Insgesamt traten drei Insolvenzen ein, die die Bauarbeiten stark behinderten. Der Innenausbau begann im August 2006, die Außenanlagen wurden im November abgeschlossen und die Anstrich- und Fliesenarbeiten waren zu diesem Zeitpunkt voll im Gange. Der neue Standort hat eine Nutzfläche von 1300 m² und eine Fahrzeughalle mit fünf Fahrzeugständen. Für die Bauarbeiten wurden nur 2,56 Millionen Euro ausgegeben. Am 15. Dezember 2006 wurde um 11 Uhr der neue Standort mit dem Staatssekretär für Inneres, Ulrich Freise, dem Bezirksstadtrat für Finanzen und Immobilien, Bernd Mahlke (SPD), und dem neuen Landesbranddirektor Wilfried Gräfling eingeweiht.

### Schwimmhalle Kaulsdorf
Die Schwimmhalle Kaulsdorf, Clara-Zetkin-Weg 13, (⊙) hat ein 25-m-Becken und für Kinder ein Nichtschwimmerbecken mit Rutsche. Für Sportschwimmer gibt es eine geleinte Bahn. In der Sauna gibt es eine Trockensauna, Tauchbecken, einen Saunagarten und einen Ruheraum.

### Spree-Center

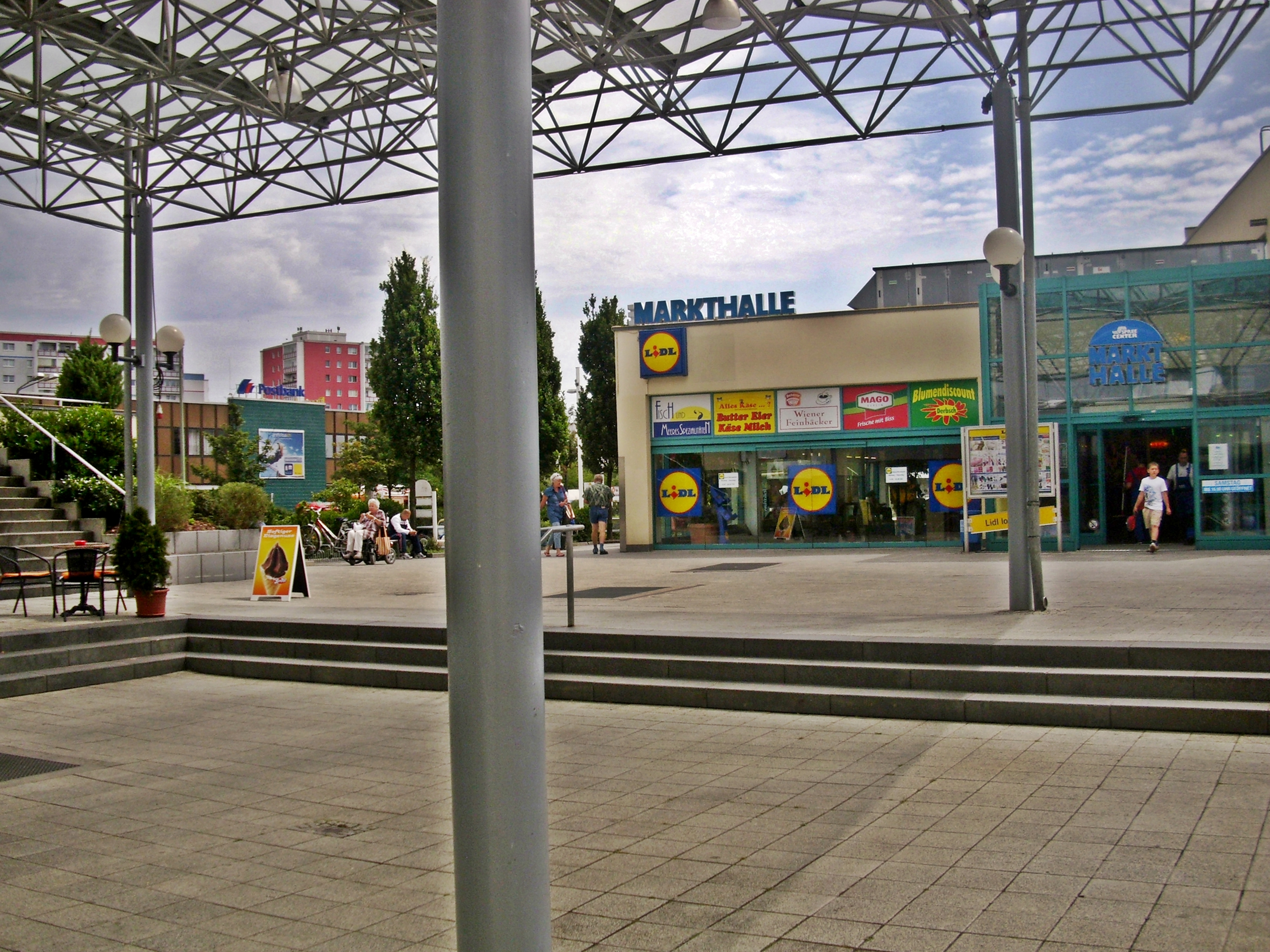
Vor der Markthalle am Spree Center

Das Einkaufscenter Spree-Center, Hellersdorfer Straße 77–83, (⊙) gegenüber dem U-Bahnhof Kaulsdorf-Nord besteht aus drei Gebäuden. Das Gebäude an der Kreuzung zwischen Cecilienstraße und Hellersdorfer Straße ist das kleinste mit einem Untergeschoss, dem Erdgeschoss und dem Obergeschoss mit verschiedenen Einzelhandelsläden. Das mittlere Gebäude ist mit etwa 150 Metern das längste und hat eine Tiefgarage. Zwischen der Hellersdorfer und der Ludwigsluster Straße befindet sich das dritte Gebäude mit einem Untergeschoss, dem Erdgeschoss und einem Obergeschoss mit verschiedenen Einzelhandelsläden. Das Spree-Center wurde im Jahr 1992 eröffnet.